# Czardasz

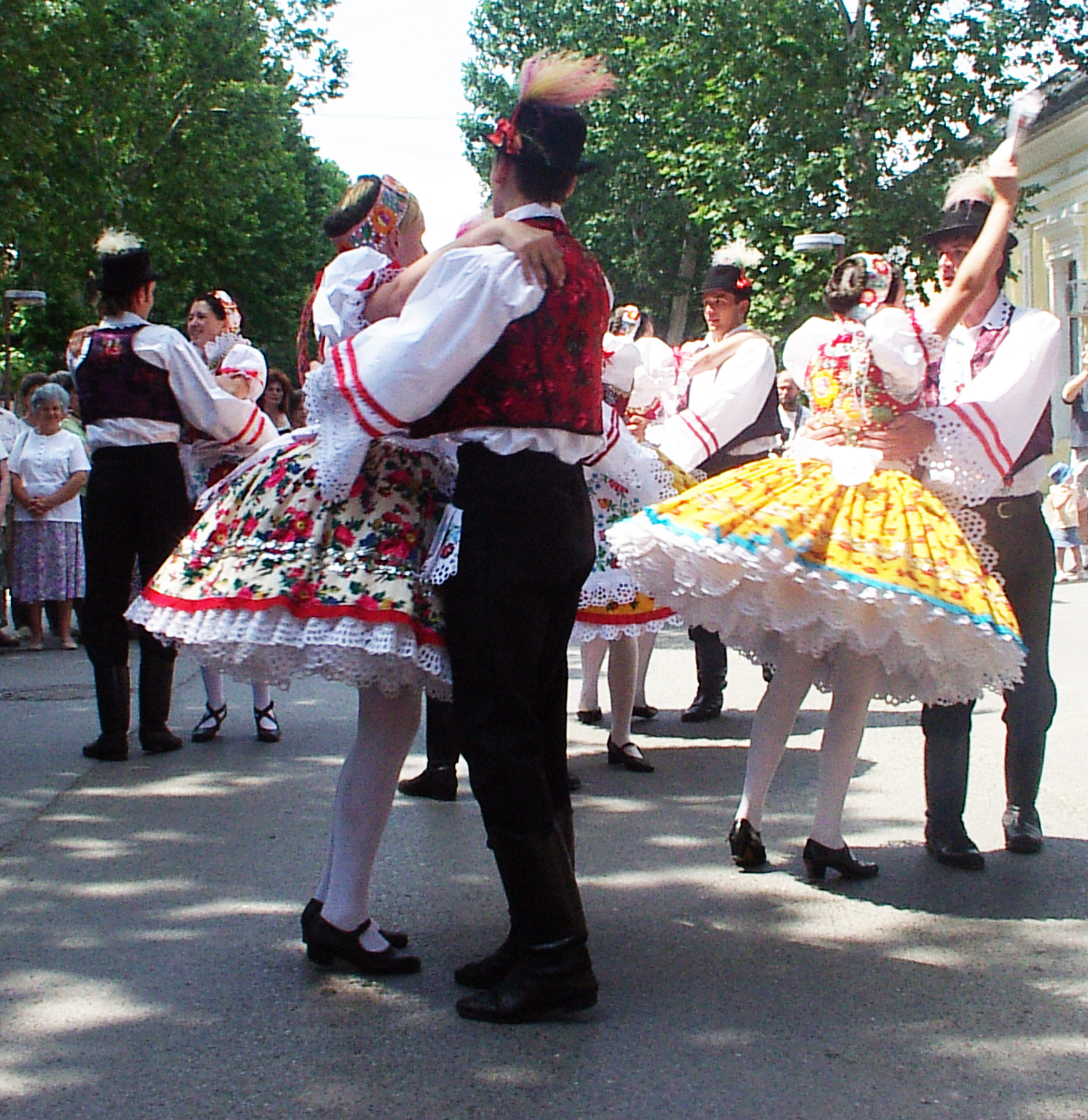
Czardasz w Wojwodinie

Czardasz (od węg. csárda – karczma wiejska) – taniec pochodzenia węgierskiego.
Pochodzi z Siedmiogrodu, w metrum dwudzielnym, w metrum 2/4, składający się z dwóch części: wolnej lassan i szybkiej friss. Metrum jest parzyste 2/4. Czardasza cechują przyspieszenia, zmiany dynamiczne, rytmy punktowane, synkopy.
Stylizacje czardasza znajdują się w wielu operetkach Kálmána, Straussa, Lehára i innych. Do znanych stylizacji należy II Rapsodia węgierska F. Liszta oraz operetka Kálmána Księżniczka czardasza, do najpopularniejszych należą Czardasz Vittorio Montiego i Taniec węgierski Nr 5 Johannesa Brahmsa.